# Polyommatus haberhaueri
Polyommatus haberhaueri är en fjärilsart som beskrevs av Otto Staudinger 1886. Polyommatus haberhaueri ingår i släktet Polyommatus och familjen juvelvingar. Inga underarter finns listade i Catalogue of Life.